# Premier mouvement homosexuel
On appelle premier mouvement homosexuel le mouvement de lutte pour les droits LGBT qui se développe pendant les trois premières décennies du XXe siècle, principalement en Allemagne mais également dans d'autres pays d'Europe et aux États-Unis,.
Le mouvement trouve sa source dans les écrits du milieu du XIXe siècle de Heinrich Hössli, Karl Heinrich Ulrichs et Karl-Maria Kertbeny, tous trois de culture germanophone. On situe généralement les débuts du premier mouvement homosexuel au moment de la création du Comité scientifique humanitaire de Magnus Hirschfeld en 1897 à Berlin. Au sein du mouvement allemand, deux autres courants importants se distinguent, menés par Adolf Brand et Friedrich Radszuweit. Ce mouvement ne publie pas seulement d'innombrables œuvres et revues sur le sujet mais se bat également activement, malgré les difficultés, pour obtenir l'acceptation de l'homosexualité dans la société et la suppression de l'article 175 du Code pénal allemand qui pénalise l'homosexualité.
Le mouvement allemand s'étend en Europe de l'Ouest et aux États-Unis et en 1928 on assiste à la création de la Ligue mondiale pour la réforme sexuelle, une organisation internationale dont l'un des principaux objectifs est l'acceptation de l'homosexualité. Pourtant, ce mouvement se voit rapidement réprimé dans les années 1935 en raison de la montée du fascisme et du début de la Seconde Guerre mondiale. Il disparaît en laissant cependant une marque en Suisse qui permettra la naissance du mouvement homophile après la Guerre.

## Précurseurs du mouvement homosexuel
Heinrich Hössli (1784-1864), un chapelier et essayiste suisse qui publie le premier volume de son  œuvre  Eros en 1836 et le deuxième en 1838, peut être considéré comme le premier activiste gay de l'histoire,. Dans le premier volume de son livre, il compare le traitement de l'"amour grec", comme il appelle l'homosexualité, à celui reçu par les hérétiques et les sorcières aux siècles précédents. De plus, il soutient que les caractéristiques externes (comme le maniérisme) ne sont pas liées aux préférences sexuelles. Le deuxième volume est composé de deux parties : une anthologie portant sur l'amour masculin, avec des œuvres grecques, romaines et perses principalement, et une deuxième partie visant à réfuter des nouveaux préjugés, notamment celui de la pédophilie. L'influence de Hössli est minime, et son  œuvre  très peu diffusée.
Le premier grand activiste gay est Karl Heinrich Ulrichs (1825-1895), un avocat de Hanovre, qui est le premier à proposer une association d'homosexuels. Ulrichs publie entre 1864 et 1865, sous le pseudonyme de Numa Numantius, cinq pamphlets ayant pour titre collectif Forschungen über das Räthsel der mannmännlichen Liebe (Études sur l'énigme de l'amour de l'homme pour l'homme) dans lequel il défend la théorie du troisième sexe anima muliebris virili corpore inclusa (une âme de femme dans un corps d'homme) et l'origine biologique de l'homosexualité. Les écrits d'Ulrichs font de lui le premier théoricien moderne de l'homosexualité et revêtent une certaine importance en éveillant l'intérêt de certains sexologues tels que Richard von Krafft-Ebing,. En 1867, il essaye de soutenir la suppression de l'article 175 du Code pénal lors d'un congrès d'avocats à Munich mais a à peine le temps d'exposer le premier paragraphe de son argument avant d'être hué, faisant de lui le premier homosexuel à faire son coming out en public. Ulrichs classe et nomme également les différents types d'orientation sexuelle : le "urning" ou "uranier" pour les hommes homosexuels et le "dioning" ou "dionäer" pour les hommes hétérosexuels ,, une interprétation du discours de Pausanias concernant les deux formes d'Eros, les deux Aphrodites du colloque de Platon. Ces termes ne rencontrent pas de succès et sont remplacés par le terme "homosexuel", un mot aseptisé, créé par Karl-Maria Kertbeny dans une lettre envoyée à Ulrichs.
Karl-Maria Kertbeny (1824-1882), né Karl Maria Benkert, est un journaliste et traducteur hongrois, citoyen de l'Autriche-Hongrie. Il s'intéresse à l'homosexualité après avoir vécu de près deux suicides d'homosexuels. Malgré le fait que Kertbeny l'ait toujours nié, ses relations ambiguës avec les femmes et la sensibilité à la beauté masculine dont il fait preuve dans ses journaux intimes pourraient indiquer qu'il ait lui-même été homosexuel. En 1868, Kertbeny déménage à Berlin où il fait la connaissance d'Ulrichs et, bien que les deux hommes ne ressentent pas d'affinité particulière lors de cette rencontre, ils entretiennent plus tard une relation épistolaire intense. Kertbeny lutte également pour la suppression de l'article 143 du Code pénal de la Prusse, incorporé ensuite dans l'article 175 allemand,.

## En Allemagne

### Le premier mouvement homosexuel
De 1870 à 1940 un changement se produit dans la perception de l'homosexualité en Europe, changement qui serait plus tard à l'origine du mouvement homosexuel, auquel appartient le Mouvement LGBT contemporain.

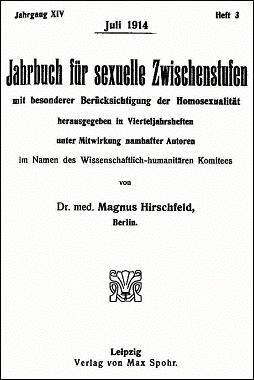
Jahrbuch für sexuelle Zwischenstufen de 1914. Revue publié par Magnus Hirschfeld entre 1899 et 1923.

Dans le cadre de l'existence de l'article 175 du Code pénal allemand et du procès judiciaire d'Oscar Wilde, le médecin Magnus Hirschfeld, l'éditeur Max Spohr, le juriste Eduard Oberg et l'écrivain Franz Joseph von Bülow fondent le 15 mai 1897 à Berlin le Wissenschaftlich-humanitäres Komitee, le Comité scientifique humanitaire, la première organisation homosexuelle du monde dont l'objectif est l'élimination de l'article 175 qui pénalise l'homosexualité,. La devise de l'organisation, Durch Wissenschaft zur Gerechtigkeit (À travers la science, vers la justice), indique les moyens qu'ils voulaient employer ; obtenir un changement de l'opinion publique par le biais de l'information.
Sous la direction de Hirschfeld, l'organisation réalise en 1897 la première pétition au Gouvernement pour la suppression de l'article 175, signée, entre autres, par le chef du parti social-démocrate August Bebel, le psychiatre Richard von Krafft-Ebing, l'écrivain Gerhard Hauptmann et le peintre Max Liebermann. En 1900, la deuxième pétition est signée, en 1903 la troisième et en 1904 la quatrième. En 1922, ils font parvenir au Gouvernement une pétition signée par plus de 6 000 personnes dont le Ministre des finances Rudolf Hilferding, Hermann Hesse, Albert Einstein, Käthe Kollwitz, Heinrich Mann, Thomas Mann, Carl Maria Weber, Stefan Zweig, Grete Meisel-Hess, Rainer Maria Rilke et Arthur Schnitzler. En 1926, la dernière pétition est transmise au Gouvernement.
En 1903, Adolf Brand crée la deuxième organisation LGBT du monde, la Gemeinschaft der Eigenen (Communauté des spéciaux), à partir des abonnés à sa revue Der Eigene. La Gemeinschaft der Eigenen comprend l'homosexualité d'une manière opposée à Hirschfeld et les siens, elle met l'accent sur l'homme masculin, l'éros pédagogique et l'amour platonique. En 1905, Brand attaque publiquement Hirschfeld et le Comité scientifique humanitaire dans l'article Homosexualität und Afterkultur (Homosexualité et culture du derrière) publié dans sa revue en rejetant l'homosexuel féminin comme une caricature et en critiquant la mention de la sexualité. L'association adopte pendant quelque temps la stratégie de l'outing, autant en son sein qu'à l'extérieur.
Entre 1907 et 1909, le Comité scientifique humanitaire traverse une crise à la suite de l'affaire Harden-Eulenburg et de l'implication de Hirschfeld dans le procès. 
En 1919, Magnus Hirschfeld crée l'Institut für Sexualwissenschaft, la première institution vouée à l'étude de la sexologie du monde, au sein de laquelle le Comité occupe la section pour la "réforme sexuelle". L'Institut a pour objectif "la promotion de l'étude scientifique de la vie sexuelle et l'éclaircissement de ce domaine". Les précédents travaux scientifiques de Hirschfeld comprennent la création du terme travesti (qui est pour la première fois "séparé" de l'homosexualité) la réalisation de la première enquête sur l'incidence de l'homosexualité au sein de la population et le développement d'une thérapie d'affirmation de soi pour aider les homosexuels à vivre avec leur "différence". L'Institut organise en 1921 le premier congrès international pour la réforme sexuelle sur une base scientifique : l'Ersten internationalen Kongreß für Sexualreform auf sexualwissenschaftlicher Grundlage. En 1928, Hirschfeld fonde la Weltliga für Sexualreform (Ligue mondiale pour la réforme sexuelle) dont le siège se trouve à l'Institut et qui est engagé dans plusieurs domaines, de la défense des droits des homosexuels en passant par la contraception et la politique familiale.
En 1919 se crée la troisième organisation homosexuelle, la Berliner Freundschaftsbund (Ligue d'amis de Berlin). Avec l'union en 1920 de la Berliner Freundschaftsbund et d'autres organisations de Francfort et de Hambourg, on assiste à la création de l'organisation la plus importante des années 1920, la Deutsche Freundschaftsverband (Ligue de l'amitié de l'Allemagne), qui change son nom en 1923 en Bund für Menschenrechte (Ligue pour les droits de l'Homme), laissant de côté l'approche politique pour se concentrer sur des activités plus sociales et se consacrer à diverses publications. Sous la direction de Friedrich Radszuweit, l'organisation réunit plus de 30 000 membres en 1928, dont certains se trouvent même en Suisse. Radszuweit devient l'une des personnes les plus importantes du mouvement homosexuel en créant un service d'édition et en ouvrant la première librairie spécialisée dans le domaine de l'homosexualité au monde. L'association se caractérise par sa structure fédérale et par le travail d'information fourni par les associations locales. Dans les années 1925, l'organisation se consacre à la lutte contre la discrimination individuelle des homosexuels en envoyant des lettres de réclamation à des représentants officiels.
Entre 1920 et 1923, la Aktions-Ausschuß (Commission d'action) est mise en place avec l'union des trois grandes organisations. Petit à petit, le Comité scientifique humanitaire gagne de l'influence jusqu'à ce que, après le retrait de la Gemeinschaft der Eigenen, la Commission soit dissoute.
À partir de 1925, des désaccords surgissent au sein du mouvement homosexuel allemand. En 1926, le Comité scientifique humanitaire s'unit à d'autres mouvements de libération sexuelle pour élaborer une stratégie contre le projet de réforme législative concernant les délits sexuels compris dans le Code pénal. Le groupe édite une contre-proposition qui demande la suppression des condamnations pour infidélité, relations homosexuelles entre personnes de plus de 16 ans, prostitution, avortement et vente de contraceptifs. Les deux autres organisations, la Gemeinschaft der Eigenen et la Bund für Menschenrecht, se sentent mises à l'écart et accusent Hirschfeld de nuire au mouvement par sa demande de légalisation de la prostitution masculine. À la suite de nombreuses polémiques sur son style et sa stratégie, Hirschfeld est révoqué de sa fonction de directeur du Comité en 1929. Le siège de l'organisation passe cette même année de l'Institut à un nouveau local situé dans la rue Zimmer, à Berlin.

#### Le féminisme lesbien et la "lesbienne perverse"

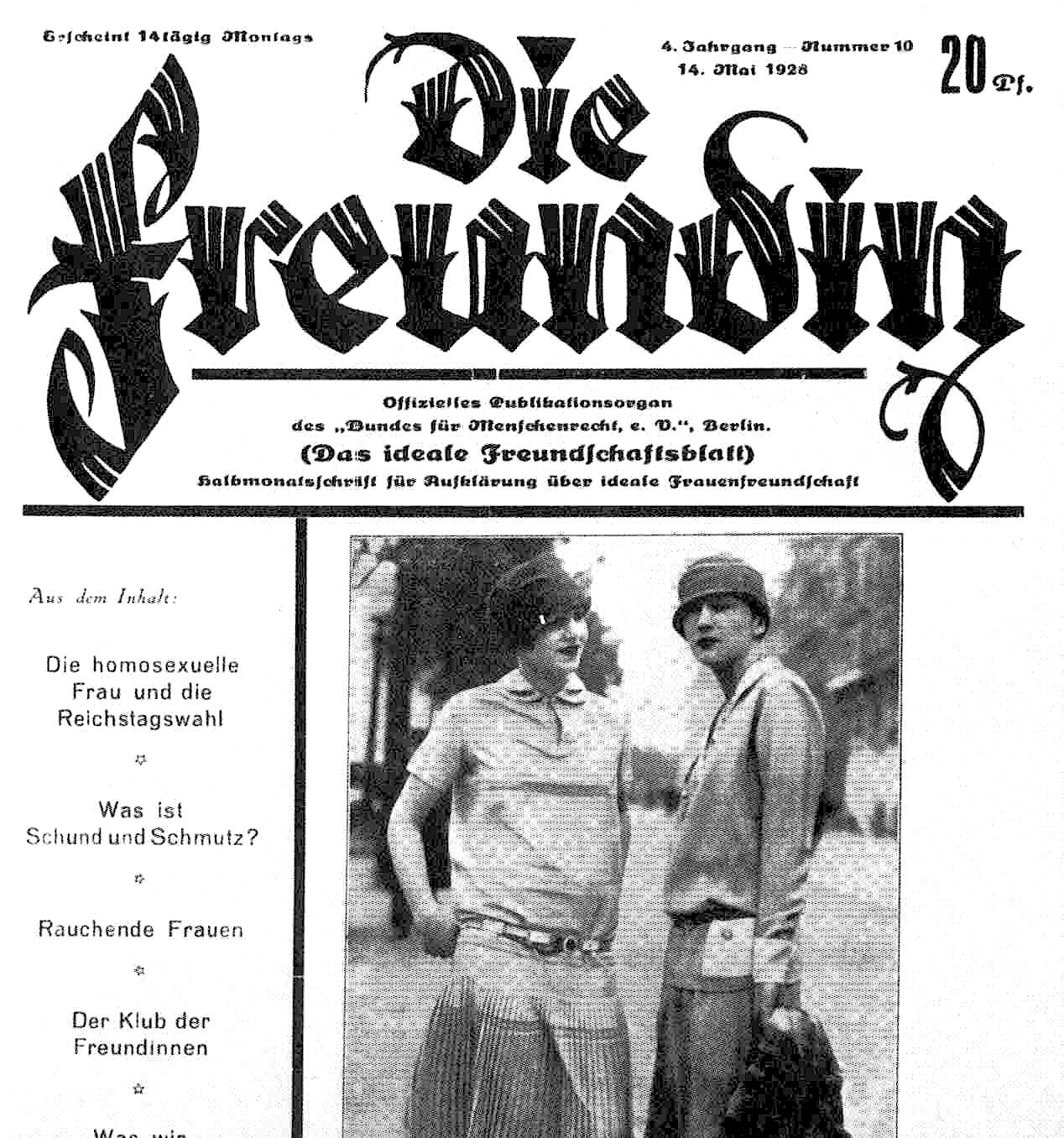
Numéro de 1928 de la revue pour lesbiennes Die Freundin.

Les lesbiennes sont à l'époque en proie à une double discrimination : elles sont des femmes et des homosexuelles. Contrairement aux hommes, même en cachant leurs tendances sexuelles, les femmes ne sont pas libres, même si l'article 175 du Code pénal ne les affecte pas. En conséquence, les efforts des lesbiennes se focalisent plutôt sur le mouvement féministe que sur celui de libération homosexuelle, et ce malgré le fait que la Bund für Menschenrecht de Radszuweit possède depuis 1923 une section féminine à Berlin. Par ailleurs, le mouvement homosexuel dirigé par Brand est profondément misogyne dans son affirmation de la virilité,. Au sein du mouvement, on distingue notamment Johanna Elberskirchen, Theo Anna Sprüngli alias Anna Rüling et Emma Trosse. Toutes les trois publient d'importants textes portant sur l'émancipation lesbienne au sein du mouvement de réforme sexuelle. En dehors du mouvement homosexuel, l'anarchiste Emma Goldman et la pacifiste Helene Stöcker, toutes deux féministes et en faveur de la réforme sexuelle, jouent également un rôle important dans la défense des droits des homosexuels.
La réaction de la société patriarcale est de comparer les féministes aux lesbiennes garçons manqués. Le stéréotype de la "lesbienne perverse" voit le jour. Cette perception sociale trouve un soutien important dans la publication du roman semi autobiographique Die Beichte eines Toren (Les aveux d'un insensé en français) écrit par August Strindberg et dans lequel l'auteur décrit les aventures lesbiennes de sa propre femme.

### Premières revues homosexuelles
En 1870, la première revue consacrée au public homosexuel est publiée. Il s'agit d'Uranus, éditée par Ulrichs. C'est la première revue au monde de ce genre, un seul numéro sera cependant publié. En 1896, Adolf Brand commence à éditer Der Eigene (L'unique), la première revue de contenu homosexuel à avoir duré dans le temps, bien qu'au début Brand se voyait forcé d'exposer ses propos de façon implicite. De plus, la revue montre une tendance anarchiste. Elle est interdite pour la première fois en 1898 à la suite de la publication de nus et Brand doit faire face à des problèmes avec la justice en 1903 à cause de la publication d'un poème de Schiller.

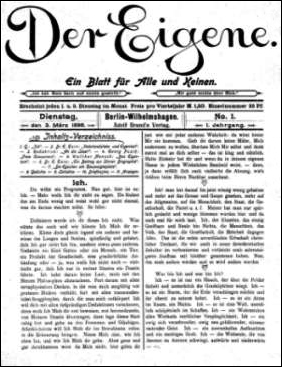
Premier numéro de la revue Der Eigene (1896).

En 1897 apparaît Jahrbuch für sexuelle Zwischenstufen (Annuaire pour des états sexuels intermèdes), la première revue scientifique qui se penche sur le sujet, éditée par le Comité scientifique humanitaire. La revue devient le plus grand espace de débat sur l'homosexualité, elle publie des travaux scientifiques, des études historiographiques et des essais biographiques. La plupart des collaborateurs de la revue partagent l'opinion de Hirschfeld et défendent un point de vue selon lequel les homosexuels représentent un stade intermédiaire entre hommes et femmes : hommes féminins et femmes masculines, en opposition à la ligne éditoriale de Der Eigene.
En 1919, la revue hebdomadaire Die Freundschaft (L'amitié) voit le jour. Elle change maintes fois de style, de contenu et de rédacteurs au cours de son existence, selon les caractéristiques de la censure du moment. La revue comprend entre autres des petites annonces, des photos de nus et de la publicité, parfois directement dans la revue et parfois sur des feuilles à part. De 1923 à 1925 de nombreuses nouvelles revues apparaissent. La plus populaire est Die Insel (L'île), une revue illustrée qui a une fois été tirée à 150 000 exemplaires. En 1924, Radszuweit commence la publication de la première revue lesbienne, Die Freundin (L'amie), qui contient une section pour les travestis et paraît de 1924 à 1933. Pendant cette période, cinq revues lesbiennes sont publiées. Outre Die Freundin, on trouve Ledige Frauen (Femmes célibataires, publiée de 1928 à 1929), Frauenliebe (Amour de femmes, publiée de 1926 à 1930 et tirée à quelque 10 000 exemplaires), Frauen, Liebe und Leben (Femmes, amour et vie, publiée en 1938), Garçonne-Junggesellin (Garçonne-Célibataire, publiée entre 1930 et 1932) et Blätter idealer Frauenfreundschaft (Feuilles de l'amitié féminine idéale, publiée de 1924 à 1927).
Outre ces revues commerciales, de nombreuses associations publient leurs propres fiches d'information. La plus importante est la Freunschaftsblatt (Fiche de l'amitié), éditée par le Deutsche Freundschaftsbund, qui plus tard change son nom en Blätter für Menschenrecht (Fiches pour les droits de l'Homme). Le Comité scientifique humanitaire doit cesser sa publication en 1923 de la Jahrbuch für sexuelle Zwischenstufen en raison de l'inflation. La fiche d'information du Comité est éditée jusqu'en 1926 comme annexe dans autres revues et elle est plus tard publiée à part sous le nom de Mitteilungen donnes Wissenschaftlich-humanitären Komitees (Communications du Comité scientifique humanitaire).
Toutes les revues et publications qui traitent de l'homosexualité sont censurées en mars 1933 par un mandat du Ministère de l'Intérieur prussien, sous le gouvernement nazi.

### Déclin et disparition

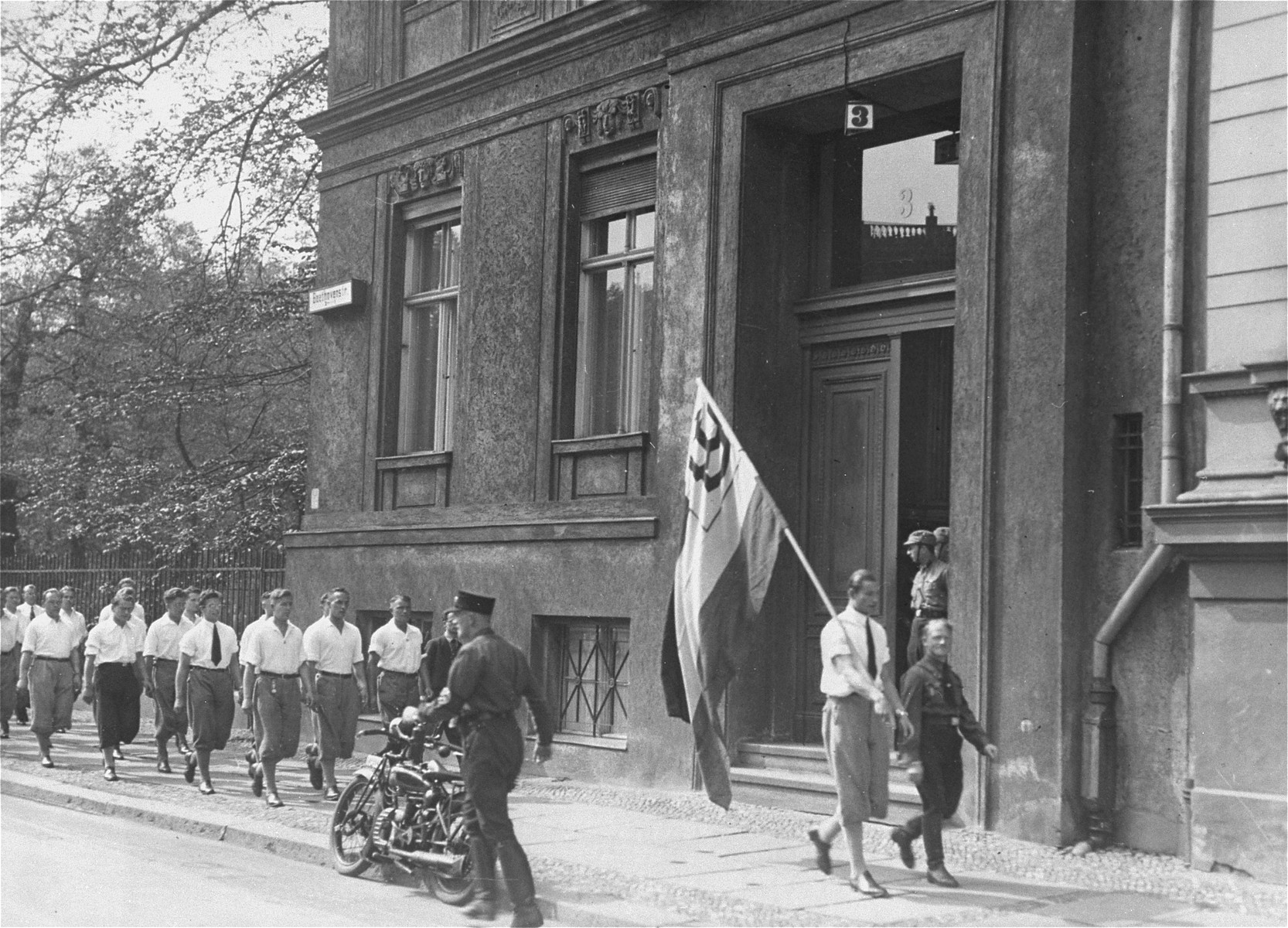
Étudiants de l', organisée par le partit nazi, marchent devant le Institut für Sexualwissenschaft à Berlin, le 6 may 1933, avant de piller et confisquer les archives, livres et photos pour les brûler.

Le mouvement homosexuel se trouve en déclin depuis la fin des années 1920. L'objectif de la suppression de l'article 175 semble atteint, les différentes associations se retrouvent donc sans objectif clair. La suppression de l'article ne s'est finalement jamais faite : en 1930, l'Allemagne commence à homogénéiser son Code pénal avec celui de  l'Autriche, qui exige le maintien de l'article ; les débats se poursuivent jusqu'à l'arrivée au pouvoir d'Hitler.
En 1930, le Parti national-socialiste des travailleurs allemands est le deuxième parti le plus important au Parlement et les sections d'assaut commencent à agir dans la rue. La situation politique devient si dangereuse que Hirschfeld ne revient pas d'un de ses voyages à l'étranger en 1932 et s'exile directement en Suisse. Radszuweit meurt en 1932 et Richard Linsert, qui occupe pendant de nombreuses années le poste de secrétaire et est un des piliers fondamentaux du Comité scientifique humanitaire, meurt en 1933. Le Comité est dissout après sa mort.
À partir de l'arrivée d'Hitler au pouvoir en janvier 1933, les événements se précipitent. En février, le Ministère de l'Intérieur de la Prusse ordonne la fermeture de tous les locaux et revues qui seraient liés au monde homosexuel. En mai, le Institut für Sexualwissenschaft est fermé, pillé et sa bibliothèque brûlée le 10 mai 1933 avec d'autres œuvres "contraires à l'esprit allemand". En juin, les associations d'homosexuels sont définitivement dissoutes.

### Contexte social et légal
En particulier après le jugement d'Oscar Wilde en 1895, l'image du dandy maniéré se répand en Europe : l'homosexuel est associé à l'effémination, l'oisiveté, le luxe, l'insouciance, la décadence et les esthètes.
Pendant l'entre-deux-guerres, toute l'Europe connait un véritable mouvement d'attraction pour le bizarre et l'exotique. Tant l'homosexualité que la consommation de cocaïne ou les danseuses noires, par exemple, entre de nombreux autres éléments, deviennent des symboles de modernité. Différents artistes se sentent attirés par le monde "pervers" de l'homosexuel, et la mode de s'habiller en homme ou en garçonne se répand parmi les femmes alors que l'image de l'homme idéal se "radoucit" et se "féminise".
Pourtant, la société en général n'accepte pas les homosexuels et exerce sur eux une pression pour qu'ils s’intègrent à la "normalité". Il arrive que les journaux tournent des gays et des lesbiennes au ridicule, parfois de façon odieuse. Ils sont souvent associés à la pédophilie et à la perversion des mineurs, en plus d'être considérés comme antisociaux, puisque leur sexualité ne sert pas à la reproduction. L'homosexuel est toujours l'"autre" : pour les classes moyennes il est la perversion du prolétariat, pour les travailleurs il représente la perversion aristocratique. En Union Soviétique, il est un vice bourgeois alors qu'en Occident il est le vice des communistes, comme le montre le nom de "Homintern" pour désigner un groupe d'intellectuels de gauche d'Oxford, parmi lesquels se trouvent W. H. Auden, Christopher Isherwood et Stephen Spender. Il existe également une tendance à voir en l'homosexuel une figure qui habite dans un ghetto, en marge de la société, secrètement. Naturellement, l'insulte homophobe est une arme puissante pour attaquer les ennemis.

#### La colonisation médicale
Au XIXe siècle, la transformation du "sodomite" en "homosexuel" se produit. Grâce à l'essor de la psychologie, l'homosexuel cesse d'être un pécheur aux yeux de Dieu, quelqu'un qu'il faut brûler sur un bûcher, et devient un "malade", un "pervers" ou un "dégénéré", un criminel potentiel qui a besoin d'un traitement médical pour "guérir". À la fin du XIXe siècle, la théorie de la dégénération était fermement enracinée grâce à des ouvrages médicaux tels que Psychopathia sexualis (1886) de Richard von Krafft-Ebing, Die konträre Sexualempfindung (Le sentiment sexuel contraire, 1891) d'Albert Moll, Geschlecht und Charakter (Sexe et caractère, 1903) de Otto Weiniger et Entartung (Dégénération, 1895) de Max Nordau, un élève de Cesare Lombroso. Jusqu'à la fin du XIXe siècle, l'idée selon laquelle l'homosexualité est une "perversion" innée et ne doit donc pas être punie se répand. Cependant, l'idée qu'il existe également une forme acquise d'homosexualité, qui peut se transmettre par la séduction, le viol, la dépravation ou, souvent, par la masturbation, existe aussi. De nombreux médecins pensent également que l'homosexualité masculine possède des traits féminins, mais c'est Magnus Hirschfeld qui popularise l'idée de degrés intermédiaires entre l'homme masculin parfait (hétérosexuel) et la femme féminine parfaite (hétérosexuelle), où l'on retrouve le troisième sexe, une âme de femme attrapée dans un corps d'homme, l'homosexuel. Freud rejette toutes les théories antérieures en affirmant que l'homosexualité est due à une "séduction dans l'enfance" ou au "complexe de castration" et qu'elle est liée à un développement incomplet du psyché. En outre, Freud doute que l'homosexualité puisse se "soigner",,.
Entre 1919 et 1922, une série d'opérations dont le but est de changer l'orientation sexuelle d'homosexuels en retirant leurs testicules et en les remplaçant par des testicules de personnes hétérosexuelles est réalisée. La théorie, proposée par le physiologiste viennois Eugen Steinach, est popularisée par Hirschfeld qui la recommande même à quelques-uns de ses patients. Ces opérations cessent en 1922 lorsqu'il devient clair qu'elles ne produisent pas l'effet désiré.
Contrairement à l'homosexualité masculine, le lesbianisme attire peu l'attention des médecins. On distingue en général deux types de lesbiennes : la "véritable", masculine, et la "pseudo homosexuelle", qui l'est par séduction, qui n'arrive pas à attirer un homme. Pourtant, le plus souvent, leur existence est purement et simplement niée puisque, selon le point de vue prévalent, la femme ne peut être satisfaite qu'avec du sperme masculin dont le manque conduirait irrémédiablement les lesbiennes à la frustration et à la folie.

#### Législation: article 175
Avec la création de l'Empire Allemand, le nouveau Code pénal adopte la législation prussienne en matière d'homosexualité. Ainsi, à partir de 1871, l'homosexualité est à nouveau pénalisée sur tout le territoire, y compris en Bavière où elle avait cessé d'être un délit 57 ans auparavant,. Le nouveau paragraphe du Code pénal, qui s'appelle Paragraph 175 (§175 ou article 175), établit les faits suivants :
La perte de droits civils peut impliquer le retrait du doctorat ou du droit de vote et d'éligibilité. En 1913, une modification de l'article spécifie qu'on définit la "fornication/luxure contre nature" (Widernatürliche Unzucht) comme "des actions similaires à la copulation naturelle" (dem natürlichen Beischlaf ähnlichen Vorgang). La difficulté de définir la signification exacte des "actions similaires à la copulation naturelle" est laissée aux juges. En 1900, l'article 184, appelé Lex Heinze, interdit la publication et la vente de livres, d'images et d'éléments lascifs (Unzüchtig, en référence à l'article 175) et punit ces actions par une peine de prison pouvant aller jusqu'à un an et une amende de jusqu'à 1 000 Marks. En 1909, un débat se lance sur la potentielle extension de cette loi aux femmes, mais rien ne sera fait en raison de la Première Guerre mondiale et de l'effondrement de l'Empire.
Malgré l'opposition manifestée sous l'Empire Allemand et par les partis de gauche de la nouvelle République de Weimar, la loi est maintenue dans le Code pénal.
La persécution est très inégale sur le territoire allemand : les villes de Dresde et de Munich sont extrêmement répressives alors qu'à Berlin et Hambourg il existe une sorte d'accord tacite entre la police et les organisations homosexuelles, qui jouissent donc d'une certaine liberté. Cependant, Berlin et Hambourg mises à part, la République de Weimar est relativement répressive en ce qui concerne l'homosexualité. Pour faire respecter l'article 175, des unités policières spécialisées sont mises en place. Leur but est de traquer et de contrôler ce crime, ils recueillent également des données détaillées sur les activités des homosexuels, les fameuses "listes roses". Les plus affectés par cette activité policière sont surtout les habitués du sexe anonyme dans les toilettes publiques et ceux qui fréquentent les bas-quartiers. En 1923 et 1924, les jugements et les condamnations dus à l'article 175 augmentent fortement. On doit ce phénomène à la publicité que reçoit l'assassin en série Fritz Haarmann, qui selon ses propres dires a tué 40 prostitués en leur mordant violemment le cou après avoir atteint l'orgasme.
En 1925, la Commission parlementaire propose la suppression de l'article 175 et sa substitution par autres deux articles : l'article 296, "fornication/luxure entre hommes" et  l'article 297 pour les cas avec facteurs aggravants. L'article 296 est rejeté mais l'article 297 est accepté avec pour seuls opposants des membres du Parti communiste. En conséquence, tout homme qui profiterait de sa position de pouvoir pour avoir des relations sexuelles avec un autre homme, se prostituerait, aurait recours à un prostitué ou aurait des relations sexuelles avec des personnes de moins de 21 ans serait condamné à une peine de prison de plus de six mois. Malgré le maintien de la discrimination des homosexuels face aux hétérosexuels, le sexe entre hommes adultes cesse d'être un délit dans le brouillon du nouveau Code pénal rédigé en 1929. Ce nouveau Code pénal n'entrera cependant jamais en vigueur : avant son débat au Parlement, les élections de 1930 font du Parti national-socialiste des travailleurs allemands (le parti nazi) le deuxième parti politique du pays.

#### Les scandales
L'essor des médias, l'apparition du journalisme jaune, la pruderie et les lois répressive ont été des facteurs indispensables à l'apparition de scandales. Les premiers grands scandales européens en lien avec l'homosexualité ont lieu en Angleterre et concernent des personnalités importantes telles que le Prince Albert Victor de Clarence, fils d'Édouard VII qui était à l'époque Prince de Galles, ou bien sûr Oscar Wilde, dont le procès et la condamnation font le tour de l'Europe. Un autre cas retentissant du milieu germanophone est celui d'Alfred Redl, militaire de l'armée austro-hongroise, chef du service de contrespionnage de l'armée et l'un des pères des méthodes modernes d'espionnage. Redl est victime de chantage par la Russie en raison de son homosexualité. Lorsque l'affaire sort au grand jour le scandale éclate et, grâce au cinéma et au théâtre, l'idée que les homosexuels sont vulnérables, et même dangereux s'ils travaillent pour le gouvernement ou l'armée, est véhiculée.
En Allemagne le premier scandale concerne Friedrich Alfred Krupp, propriétaire de la compagnie du secteur de l'acier Krupp, qui fait maintenant partie de ThyssenKrupp, qui est accusé en 1902 d'organiser des orgies avec des mineurs sur l'île de Capri. Krupp meurt en 1902 dans des circonstances inconnues, l'option du suicide est envisagée.

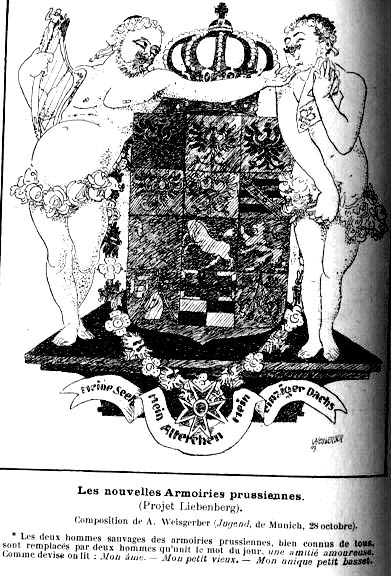
Caricature à l'origine de l'Affaire Harden-Eulenburg (1907).

Le scandale le plus important qui ébranle les fondements politiques de l'Allemagne et aura d'importantes conséquences ultérieures est l'Affaire Harden-Eulenburg. Le 27 avril 1907, Philipp zu Eulenburg est victime d'outing par le publiciste Maximilian Harden en public : Harden déclare qu'une caricature publiée précédemment dans sa revue Zukunft représente Eulengurg et Kuno von Moltke. L'importance de cette révélation réside dans le fait qu'Eulenburg et Moltke appartiennent au dénommé Cercle de Liebenberg, le cercle de conseillers et d'amis proches de l'empereur allemand Guillaume II. Outre Eulenburg et Moltke, l'intendant du Théâtre Royal Georg von Hülsen, l'assistant du Prince héritier Von Stückradt et l'homme politique Bernhard von Bülow sont dénoncés. Tous appartiennent au Cercle de Liebenberg. L'empereur prend immédiatement ses distances avec le Cercle, ses membres l'attaquent en justice, ce qui provoque une contre-attaque de la part de l'empereur aboutissant à six procès publics. Malgré le fait que le Cercle de Liebenberg ne soit pas condamné alors que Harden et ses alliés le sont, Harden a réussi à discréditer les membres du Cercle qui ont, selon lui, une influence trop modératrice et pas assez agressive sur la politique extérieure allemande. Les conséquences de ce procès sont multiples. La nouvelle se diffuse rapidement dans le reste de l'Europe et est à l'origine de nombreuses blagues sur l'Allemagne et l'empereur. Outre attiser l'homophobie, le procès contribue à répandre des préjugés antisémites puisque Harden et Hirschfeld sont tous les deux d'origine juive,. Mais la conséquence la plus grave est l'éloignement de Guillaume II de ses conseillers les plus modérés et son rapprochement de conseillers plus agressifs et "masculins". Quelques auteurs mentionnent ce phénomène comme l'un des éléments ayant conduit à l'éclatement de la Première Guerre mondiale.
L'affaire Eulenburg n'est que le cas le plus extrême de la série de chantages qui fait rage dans tout le pays, encouragés par l'article 175 du Code pénal allemand. Les maîtres chanteurs, appelés Chaneure ou Rupfer, forment une véritable armée qui traque des victimes. Ulrichs rapporte qu'une riche victime a dû payer 242 000 Marks à 24 maîtres chanteurs différents et Hirschfeld raconte l'histoire d'une autre victime qui a payé jusqu'à sa mort et celle de son maître chanteur et dont les héritiers continuèrent à payer les héritiers du Rupfer pendant 35 ans. Beaucoup de victimes, désespérées, n'envisagent pas d'autre solution que le suicide. Parmi les 10 000 homosexuels sondés pour une étude de 1914, 51 % avaient des pensées suicidaires dues à une crainte d'un procès ou à un procès en cours, 25 % avaient déjà essayé se suicider et 14 % avaient essayé se suicider à cause de chantages.

## Dans les autres pays
En Autriche et aux Pays-Bas, des sections du Comité scientifique humanitaire sont établies.

### Ligue mondiale pour la réforme sexuelle
L'année 1928 voit la création de la "Ligue mondiale pour la réforme sexuelle sur des bases scientifiques" (nom complet en allemand Weltliga für Sexualreform auf sexualwissenschaftlicher Grundlage et en anglais World league for sexuel reform) lors d'un congrès sur la réforme sexuelle tenu à Copenhague. L'un des principaux promoteurs de la Ligue est Hirschfeld qui, aux côtés du Britannique Havelock Ellis et du Suisse Auguste Forel, fait partie de la direction de la nouvelle organisation.
Parmi les objectifs de la Ligue figure notamment la défense des homosexuels.
Les membres de la Ligue sont dispersés dans le monde entier. En 1933 sont notamment membres du conseil le professeur Asnaurow et Else Jerusalem (Argentine), le Dr. Ramón Classes (Chili), Gudmundson (Islande), le Dr. Prißman (Lettonie), le Dr. A. Salama (Égypte), le Dr. Schneidenberger (Libéria), Sindo Seitaro et M. Suzuki (Japon) et le Dr. Juan Fernández Pérez (Espagne), ainsi que d'autres membres venant d'Allemagne, de France, des Pays-Bas, de Suisse, de Belgique, des États-Unis, du Danemark, de Tchécoslovaquie, de Russie, d'Autriche, etc.
En Espagne, on trouve une section nationale de la Ligue mondiale pour la réforme sexuelle, la Ligue espagnole pour la réforme sexuelle, créée en 1932 et ayant pour président Gregorio Marañón et pour secrétaire Hildegart Rodríguez. Cependant, la section espagnole est la plus conservatrice et l'une des rares à ne pas inscrire l'homosexualité à son programme. L'homosexualité est maintenue taboue jusqu'à la Guerre d'Espagne.
Après le congrès de Copenhague, d'autres conseils se tiennent à Londres (1929), Vienne (1930) et Brno (1932). Les congrès prévus à Moscou et Chicago n'ont finalement pas lieu en raison de l'ascension du stalinisme et de la Grande Dépression. Par ailleurs, certaines luttes internes entre les révolutionnaires dirigés par Wilhelm Reich et les réformistes dirigés par Norman Haire mènent à la dissolution de l'organisation au cours de la deuxième moitié de la décennie de 1930.

### Au Royaume-Uni
Au Royaume-Uni l'homosexualité est illégale et punie d'emprisonnement à perpétuité. L'une des premières associations d'homosexuels est l'Ordre de Chéronée (Order of Chaeronea), une société secrète fondée par George Cecil Ives en 1897. Parmi les membres, on retrouve Charles Kains Jackson, Samuel Elsworth Cottam, Montague Summers, Laurence Housman, John Gambril Nicholson et Oscar Wilde. Certaines personnes pensent que Charles Robert Ashbee en était également membre. Dans ses nombreux écrits, Ives se réfère à Walt Whitman comme étant "Le Prophète" et utilise certains vers de la poésie de Whitman lors des rituels et des cérémonies de l'Ordre.
La première association homosexuelle moderne au Royaume-Uni est la British Society for the Study of Sex Psychology (Société britannique pour l'étude de la psychologie sexuelle), fondée en 1914 par Edward Carpenter, Magnus Hirschfeld, Laurence Housman, George Cecil Ives et Havelock Ellis, entre autres, en prenant pour modèle le Comité scientifique humanitaire. Les sujets traités par la Société dans leurs publications et leurs débats comprennent la promotion de l'étude scientifique du sexe et une attitude plus rationnelle envers le comportement sexuel, les problèmes et questions liées à la psychologie sexuelle (des questions médicales et juridiques en passant par les aspects sociologiques), les infections sexuellement transmissibles, la prostitution et la levée de l'interdiction de l'homosexualité, de la contraception, de l'avortement et de la stérilisation. En 1931, l'organisation devient la British Sexological Society (Société sexologique britannique). Son influence se réduit aux cercles intellectuels, ce qui correspond à l'idée prédominante que l'homosexualité en Grande-Bretagne était un phénomène associé à l'élite intellectuelle et artistique.

### En Espagne
En Espagne, l'artiste d'avant-garde Victorina Durán fonde en 1916 le Cercle saphique de Madrid, club où se retrouvent les femmes homosexuelles et les féministes de l'époque, comme l'écrivaine Elena Fortún, l'intellectuelle Matilde Ras ou la poétesse Rosa Chacel.

### En France

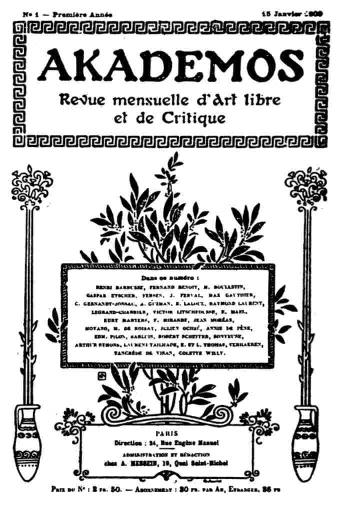
Premier numéro de la revue Akademos (1909).

La France ne connaît pas de mouvement équivalent à celui qui se développe en Allemagne, en partie parce que l'homosexualité est légale (bien que les homosexuels soient parfois victimes de harcèlement) et également parce que le modèle d'État français de « République universelle » reconnaît seulement l'individu. L'idée de l'homosexualité est dominée par le Corydon (1924) d'André Gide, qui défend une pédérastie élitiste et intellectuelle bien différente de l'idée de l'homosexuel qui prédomine en Allemagne.
La première revue consacrée au public homosexuel est Akademos Revue Mensuelle D'Art Libre et de Critique (1909) éditée par Jacques d'Adelswärd-Fersen, qui, tout comme Adolf Brand avec Der Eigene, essaye d'obtenir l'acceptation de l'homosexualité. Seuls 12 numéros de la revue paraissent car son édition suppose des coûts importants qui conduisent d'Adelswärd-Fersen à arrêter la publication.
La deuxième revue du genre, Inversions (1924), créée par Gustave Beyria, Adolphe Zahnd et Gaston Lestrade, ne rencontre pas de succès en raison du manque de soutien des cercles intellectuels et littéraires et est vite censurée.

### En Italie
En Italie, le mouvement se centre sur la revue Rassegna di studi sessuali de la Società italiana per lo studio delle questioni sessuali et son fondateur Aldo Mieli. Sous la direction de Mieli, la revue inclut entre 1921 et 1928 d'importantes contributions portant sur l'homosexualité, dont quelques articles de Magnus Hirschfeld. Mieli participe également en 1921 au Congrès international par la réforme sexuelle organisé par l'Institut für Sexualwissenschaft. Malgré la publication en 1922 d'un véritable manifeste pour une alliance des homosexuels, Mussolini fait son coup d'État cette même année et Mieli est déclaré "socialiste dangereux" et "pédéraste passif". Il parvient à s'enfuir en France et plus tard en Argentine avant d'être arrêté,.

### Aux États-Unis
En 1924, Henry Gerber (1892-1972), un immigré allemand, fonde à Chicago la première association homosexuelle des États-Unis sous le nom de The Society for Human Rights. Gerber, aux côtés de trois amis, publie également plusieurs numéros de la revue Friendship and Freedom (Amitié et liberté), la première revue gay des États-Unis,.
L'association est dissoute par la police et ses fondateurs finissent en prison. Gerber, qui parvient à échapper à la prison, perd son emploi lorsque son chef apprend ce qu'il s'est passé. Après son renvoi, Gerber perd les 800 dollars qu'il avait épargnés et aucun membre de la communauté homosexuelle ne lui propose son aide. Malgré tout, Gerber continue sa lutte activiste, dans un premier temps en collaboration avec Manuel Boyfrank et ensuite en tant que collaborateur de la Mattachine Society et de ONE, Inc.

### En Suisse
L'illégalité de l'homosexualité, tant masculine que féminine, dépend de la législation locale des cantons. Par exemple, Zurich condamne de façon non spécifique l'homosexualité, mais les sentences ne s'appliquent qu'aux hommes.
Des sections du Comité scientifique humanitaire existent en Suisse, en plus d'une section du Bund für Menschenrechte. Fin 1931, le Damen-Club Amicitia (Club pour femmes Amicitia) est fondé pour les lesbiennes et le Excentic-Club Zürich pour les gays. Les deux organisations participent à la publication de la revue Freundschafts-Banner. I. Organ der Schweiz. Freundschaftsbewegung (Drapeau de l'amitié. Premier organe du mouvement de l'amitié suisse). La principale figure du mouvement lesbien et gay de l'époque est Anna Vock, affectueusement surnommée "Mammina". L'association devient de 1937 à 1942 Menschenrecht (Droits humains) et Der Kreis (Le cercle) à partir de 1943, devenant le trait d'union entre le premier mouvement homosexuel et le mouvement homophile.